# LVR-Klinikum Düsseldorf
Das LVR-Klinikum Düsseldorf – Kliniken der Heinrich-Heine-Universität Düsseldorf ist eine psychiatrisch-psychosomatisch-psychotherapeutische Fachklinik im Düsseldorfer Stadtteil Ludenberg. Träger des LVR-Klinikums Düsseldorf ist der Landschaftsverband Rheinland (LVR) mit Sitz in Köln. Es ist zugleich Universitätsklinikum der Heinrich-Heine-Universität Düsseldorf.
Es wurde im Jahr 1876 als „Provinzial-Heil- und Pflegeanstalt Grafenberg“ gegründet. Die Klinik ist seit 1907 mit der Akademie für Praktische Medizin bzw. ihren Nachfolgeinstitutionen, der heutigen Medizinischen Fakultät der Heinrich-Heine-Universität Düsseldorf vertraglich verbunden, erst als Akademisches Lehrkrankenhaus, seit 2000 als Universitätsklinikum für Psychiatrie und Psychosomatik. Bis 2008 firmierte das LVR-Klinikum unter dem Namen Rheinische Kliniken Düsseldorf/Landeskrankenhaus.
Kommunale Krankenhäuser werden in Nordrhein-Westfalen nach der Gemeindekrankenhausbetriebsverordnung von einer gleichberechtigten Dreier-Betriebsleitung geführt.

## Geschichte

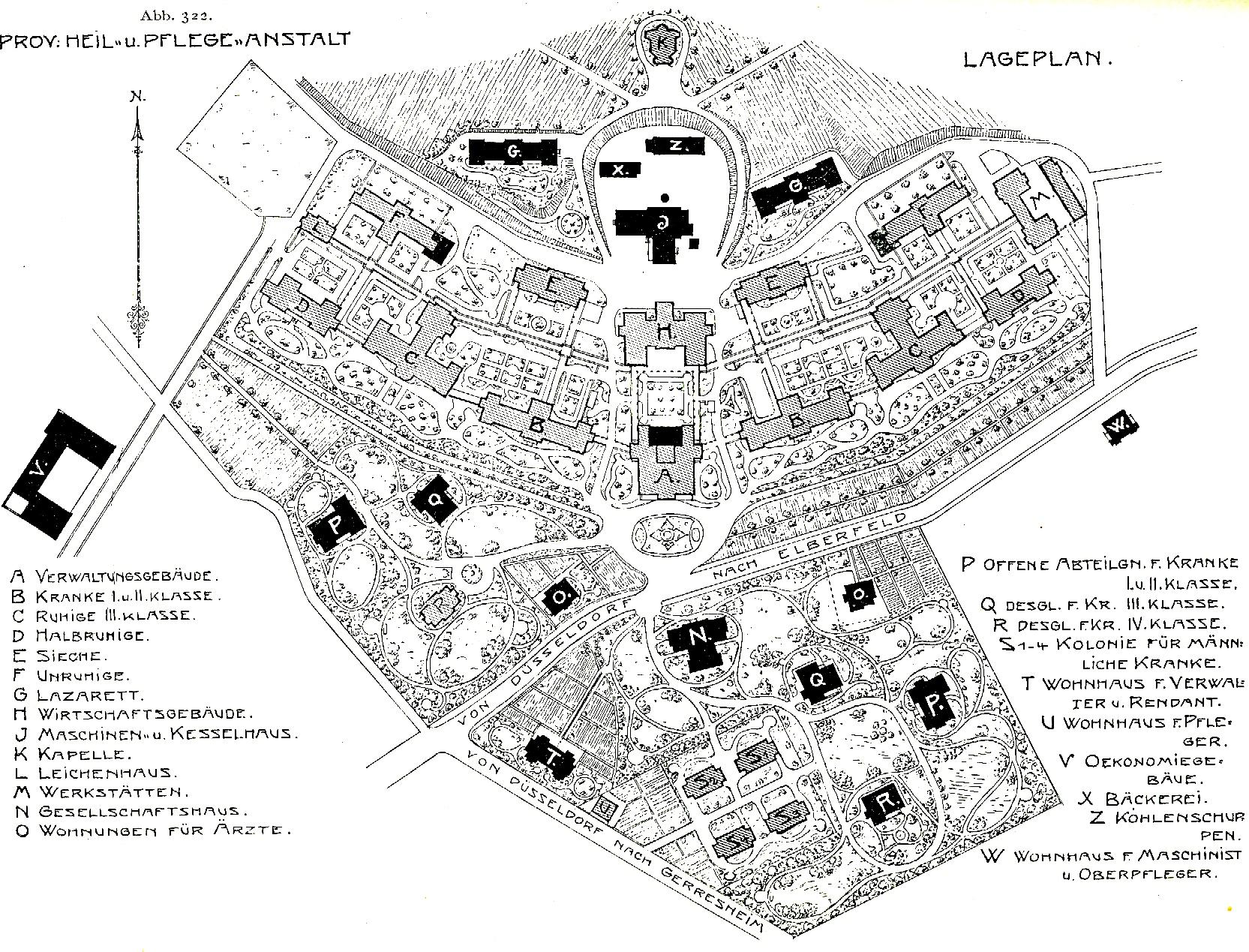
Grundriss

Die Gebäude wurden von 1876 bis 1882 für die Provinzial-Heil- und Pflegeanstalten (PHP) erbaut. Im Juli 1876 wurde die „Provinzial-Heil- und Pflegeanstalt Grafenberg“, benannt nach dem Stadtteil Grafenberg, eröffnet. Erster ärztlicher Direktor war Carl Pelman.
Die neu gegründete Klinik des Rheinischen Provinzialverbandes bot erstmals moderne Behandlungsmöglichkeiten für psychisch Kranke und wurden europaweit als Vorbild angesehen. Die Patienten wurden erstmals als Kranke gesehen, die der Fürsorge und Behandlung bedürfen.
Für die seinerzeit als „Irrenanstalten“ bezeichneten Einrichtungen wurde üblicherweise ein System der geschlossenen Anstalt, mit vergitterten Fenstern und durch Mauern eingeschlossene Höfe gepflegt. In Düsseldorf wurde jedoch „(...) das ‚Offentürsystem‘ zur Anwendung gebracht, das auf einem größeren landwirtschaftlichen Anwesen eine mit allen neueren Einrichtungen eines Krankenhauses versehene Zentralanstalt mit freien kolonialen Abteilungen vereinigt, die Beschäftigung der Kranken im landwirtschaftlichen und gärtnerischen Betriebe als Heilfaktor ausgiebig angewendet, auf jedwede Vergitterung der Fenster sowie Ummauerung der Gärten und Höfe verzichtet, und den in den freien Abteilungen untergebrachten Kranken eine möglichst geringe Beschränkung ihrer Bewegungsfreiheit gewährleistet.“
Um 1911/1912 wurde die seit 1826 bestehende Departemental-Irrenanstalt zu Düsseldorf den Provinzial-Heil und Pflegeanstalten zugeführt.
Nach Umwandlung der Düsseldorfer „Akademie für praktische Medizin“ im Jahr 1923 in eine „Medizinische Akademie“ mit dem Recht der klinischen Ausbildung von Studenten führte die Klinik in Grafenberg zusätzlich den Namen „Psychiatrische und neurologische Klinik der Medizinischen Akademie“.

### Zeit des Nationalsozialismus
In der NS-Zeit durchlebte die Anstalt Grafenberg den Tiefpunkt ihrer Geschichte. Das „Gesetz zur Verhütung erbkranken Nachwuchses“, das am 14. Juli 1933 beschlossen worden war und am 1. Januar 1934 in Kraft trat, bedrohte die Psychiatriepatienten.
In Grafenberg begannen im 1. Quartal 1934 die Vorbereitungsarbeiten zu den Zwangssterilisationen. Die gesetzlichen Bestimmungen verpflichteten Ärzte, Hebammen oder Anstaltsleiter dazu, bekannte Fälle anzuzeigen. Die Anträge wurden bei einer Geschäftsstelle des Erbgesundheitsamtes, einer Unterbehörde des Amtsgerichts, eingereicht. Das Erbgesundheitsgericht, das aus einem Richter, einem beamteten Arzt sowie einem niedergelassenen Arzt bestand, fällte die Entscheidung. Innerhalb eines Monats konnte dagegen Beschwerde eingelegt werden. Gegen das Urteil der nächsten Instanz, dem Erbgesundheitsobergericht, gab es keine Rechtsmittel mehr. Vom 1. Januar 1934 bis 30. September 1934 wurden 106 Männer und 52 Frauen aus Grafenberg zwangssterilisiert. Bis 1937 stieg die Zahl auf 485.
Ende Oktober 1939 bevollmächtigte Hitler jedoch seinen persönlichen Arzt und Berater in gesundheitspolitischen Fragen, Karl Brandt, und den Leiter der Kanzlei, Philipp Bouhler, Menschen mit geistiger oder psychischer Behinderung zu ermorden.
Am 6. Juli 1940 trafen Meldebögen der Reichsarbeitsgemeinschaft in Grafenberg ein. 763 dieser Bögen wurden nach Rücksprache mit dem Oberpräsidenten der Rheinprovinz ausgefüllt nach Berlin zurückgeschickt. Der Zweck der Erfassung sei unklar gewesen. Nach dem Krieg berichtete der Direktor Franz Sioli, dass die Anstalt davon ausging, die arbeitsfähigen Patienten sollten für die Kriegswirtschaft ermittelt werden. Erst im März 1941 habe Klarheit über den eigentlichen Zweck bestanden. Die Unkenntnis über die Funktion der Meldebögen herrschte nicht überall im Rheinland. Je 50 Männer und Frauen umfasste die Liste der Zentraldienststelle T4, die in Düsseldorf einging. Einige der Kranken wurden vom Transport in die Zwischenanstalt Galkhausen bei Langenfeld am 6. Mai 1941 zurückgestellt. Sie waren bereits entlassen worden, als nicht transportfähig oder als unentbehrlich für die Klinik eingestuft worden, so dass 62 Kranke auf der Liste übrig blieben. Die Patientenakten von 45 dieser Menschen sind erhalten geblieben. Zweifelsfrei steht fest, dass sie in der Tötungsanstalt Hadamar in Hessen getötet wurden. Über das Schicksal der anderen Patienten ist nichts bekannt.

#### Aufarbeitung
In den Düsseldorfer Euthanasieprozessen waren wegen der Beteiligung an der Tötung von Geisteskranken der ehemalige Dezernent der Provinzialverwaltung Walter Creutz, der Bonner Direktor der Provinzial-Heil- und Pflegeanstalt Kurt Pohlisch, der ehemalige Leiter des Rheinischen Provinzial-Instituts für neurologisch-psychiatrische Erbforschung Friedrich Panse (er übernahm 1955 die Leitung der Anstalt Grafenberg), die Ärzte Felix Weissenfeld und Max Rhode, die bis zu ihrem Wechsel an die Provinzial-Heil- und Pflegeanstalt Galkhausen im Jahre 1938 in Grafenberg beschäftigt waren, angeklagt. Insgesamt 105 Zeugen und Sachverständige wurden gehört, bevor das Gericht am 24. November 1948 das Urteil verkündete. Das Gericht sah es als erwiesen an, dass der Tatbestand der Beihilfe zum Mord in Tateinheit mit Verbrechen gegen die Menschlichkeit bei Creutz, Pohlisch, Panse, Weissenfeld und Rhode erfüllt sei.
Die Angeklagten konnten sich jedoch auf einen übergesetzlichen Notstand berufen, der ihre Handlungsweise rechtfertigte. Die Angeklagten hatten sich nach Meinung des Gerichts deshalb keines Verbrechens schuldig gemacht und wurden freigesprochen. Damit war das Gericht der Argumentation der Angeklagten gefolgt: Sie hätten sich der Beteiligung am Selektionsprozess nicht verweigert, um Schlimmeres zu verhindern. Es sei gelungen, einzelne Patienten zu retten.
Die Staatsanwaltschaft legte gegen die Freisprüche Revision ein, doch das Schwurgericht Düsseldorf bestätigte am 27. Januar 1950 die Freisprüche. Bis heute sind die Freisprüche umstritten. Dies gilt insbesondere für die Entscheidungen, die Pohlisch und Panse betreffen, da beide nachweislich als Gutachter in die T4-Aktion involviert waren.

### Nachkriegszeit
Ende der 1960er Jahre wurde deutlich, dass die psychiatrischen Anstalten insgesamt einer grundlegenden Reform bedurften. In Grafenberg wurde der Reformprozess durch Caspar Kulenkampff eingeleitet, der 1967 zum Leitenden Direktor der Klinik berufen wurde. Kulenkampff, der sein medizinisches Staatsexamen 1946 ablegte, gehörte der ersten Generation der „Nachkriegspsychiater“ an. Mit Kulenkampffs Namen eng verbunden ist die „Psychiatrie-Enquete“ des Deutschen Bundestages, die von 1971 bis 1973 die Situation in der Psychiatrie beleuchtete und Lösungsvorschläge entwickelte. Kulenkampff war Vorsitzender der Kommission. Als Kulenkampff 1971 die Leitung der Gesundheitsabteilung des Landschaftsverbandes Rheinland übernahm, führte sein Nachfolger Kurt Heinrich die Reformen fort. 1977 kam es zur Einrichtung eines zweiten Lehrstuhls für Psychotherapie und Psychosomatik.
Die in den 1970er Jahren durch Kulenkampff und Heinrich begonnene Neuorientierung in der psychiatrischen Versorgung wird durch die ambulanten Einrichtungen deutlich, die das LVR-Klinikum Düsseldorf neben den Tageskliniken aufgebaut hat: die Vorschaltambulanz, die Institutsambulanzen der Abteilungen der Allgemeinpsychiatrie, der Kinder- und Jugendpsychiatrie, -Psychotherapie und Psychosomatik, der Psychosomatischen Medizin und Psychotherapie sowie eine Poliklinik. Im Jahr 2001 wurde ein Früherkennungszentrum für Psychosen auf dem Gelände des Uniklinikums eingerichtet. Es arbeitet eng mit dem Sozialpsychiatrischen Dienst des Gesundheitsamts der Stadt zusammen. Zur Optimierung der Behandlung von psychiatrischen und psychotherapeutischen Fragestellungen hat das LVR-Klinikum Düsseldorf drei Tageskliniken mit Ambulanzen (TAZ) auf dem Gelände des Universitätsklinikums Düsseldorf eröffnet. Das 2001 eröffnete „Früherkennungszentrum bei erhöhtem psychischem Erkrankungsrisiko“ evaluiert Therapieverfahren, die in die reguläre Versorgung aufgenommen werden sollen. Die Klinik beteiligt sich an mehreren Projekten zur Integrierten Versorgung (Schizophrenie, Depression, Demenz) und arbeitet eng mit der Heinrich-Heine-Universität Düsseldorf zusammen.

### Ärztliche Direktoren
- 1876–1889: Carl Pelman
- 1889–1890: August Eickholt
- 1890–1891: Gottfried Jehn
- 1891–1893: August Eickholt
- 1893–1923: Josef Peretti
- 1923–1930: Johannes Herting
- 1930–1947: Franz Sioli
- 1950–1955: Hans Lewenstein
- 1955–1967: Friedrich Panse
- 1967–1991: Caspar Kulenkampff
- 1972–1992: Kurt Heinrich
- 1992–2016: Wolfgang Gaebel
- 2016–2020: Eva Meisenzahl
- seit Oktober 2020: Tillmann Supprian[6]

## Einrichtung

### Organisationsstruktur
Das LVR-Klinikum Düsseldorf beherbergt zwei Kliniken und die damit verbundenen Abteilungen. Die Klinik und Poliklinik für Psychiatrie und Psychotherapie wird geleitet von Eva Meisenzahl-Lechner. Sie ist Inhaberin des Lehrstuhls für Psychiatrie und Psychotherapie an der Heinrich-Heine-Universität Düsseldorf. Die Lehrstuhlinhaberin für das Fach Psychosomatische Medizin und Psychotherapie der Heinrich-Heine-Universität Düsseldorf ist seit Anfang 2022 Ulrike Dinger-Ehrenthal. Sie ist auch die Ärztliche Leiterin der Klinik für Psychosomatik und Psychotherapie.
Das Klinikum umfasst 607 stationäre Betten für Therapie, 132 Plätze in mehreren Tageskliniken sowie Ambulanzen an den Standorten Ludenberg und Uniklinikum Düsseldorf. Berufliche Qualifizierung erfolgt über eine klinikeigene Gesundheits- und Krankenpflegeschule und das Institut für Klinische Verhaltenstherapie. Das LVR-Klinikum beschäftigt insgesamt über 1.400 Mitarbeiter (Stand 2022).
Das Zentrum für Neurologie und Neuropsychiatrie (ZNN) wird gemeinsam mit dem Universitätsklinikum Düsseldorf betrieben. Es ist für die Akutversorgung bei Schlaganfall, Epilepsie und neurodegenerativen Erkrankungen zuständig. Dem LVR-Klinikum Düsseldorf wurde 2014 als einziger Fachklinik für Psychiatrie und Psychotherapie in Deutschland der Status eines WHO Collaborating Centre for Quality Assurance and Empowerment in Mental Health verliehen. Das LVR-Klinikum ist zudem Sitz des 2014 gegründeten LVR-Instituts für Versorgungsforschung.

### Versorgungsbereich
Das Klinikum ist zuständig für die Versorgung der Einwohner der Stadt Düsseldorf (mit Ausnahme der nördlichen Stadtteile) und übernimmt weitreichende Forschungsaufgaben. Die Abteilung für Kinder- und Jugendpsychiatrie, Psychosomatik und Psychotherapie des LVR-Klinikums Düsseldorf ist neben der Stadt Düsseldorf auch für den Kreis Mettmann zuständig.